# Centsymplia glorious
Centsymplia glorious är en spindelart som beskrevs av Norman I. Platnick 2000. Centsymplia glorious ingår i släktet Centsymplia och familjen Lamponidae. Inga underarter finns listade i Catalogue of Life.